# Шура (Марий Эл)
 Шура  — деревня в Новоторъяльском районе Республики Марий Эл. Входит в состав Пектубаевского сельского поселения.

## География
Находится в северо-восточной части республики Марий Эл на расстоянии приблизительно 27 км по прямой на запад-северо-запад от районного центра посёлка Новый Торъял.

## История
Известна с 1836 года как починок, который состоял из 7 дворов, проживали 109 жителей. В 1850 году жили в деревне 166 жителя. В начале XX века в Шуре в 70 дворах числилось 492 жителя. В 1973 году в деревне в 63 домах проживали 207 человек. В 2002 году в деревне насчитывалось 129 хозяйств. В советское время работал колхоз «Победа».

## Население
Население составляло 378 человек (мари 81 %) в 2002 году, 329 в 2010.